# Barbara (film 1980)
Barbara è un film argentino del 1980 diretto da Gino Landi.

## Trama
Barbara è una super star della musica italiana che viene invitata in Argentina per recitare in un musical. Qui incontra Mauro, fotografo argentino. I due, dopo una serie di equivoci si innamorano, ma Mauro ha un segreto: è un principe erede al trono di un piccolo principato.

## Distribuzione
Il film non ha mai avuto una distribuzione nei cinema italiani, pare per volere della stessa protagonista.